# Псков-Пасажирський
Псков-Пасажирський — залізнична станція Санкт-Петербург-Вітебської дирекції Жовтневої залізниці, розташована в місті Псков. Станція Псков-Варшавський на 257-й версті (274 км) Петербург-Варшавської залізниці відкрита в 1859 році. У 1889 році з відкриттям Псково-Ризької залізниці станція стала вузловий.

## Історія
Перший поїзд із Санкт-Петербурга прибув в Псков 10 лютого 1859 року. В цьому ж році французьким інженером Пірелем був складений проект типової станції першого класу для чотирьох міст: Володимира, Пскова, Вільно (суч. Вільнюс) і Дінабург(суч. Даугавпілс). 26 березня проект затверджений технічним комітетом товариства, а в 1860 році розпочато будівництво нового кам'яного будинку вокзалу на станції Псков.
Будівля вокзалу (пасажирська будівля) побудована в 1863 році за проектом французького архітектора Піреля. Проект Псковського вокзалу, складений Пірелем, зберігається в РГИА. На кресленнях - два фасади і план основного поверху, текст - французькою мовою з олівцевими правками російською. Будівля одноповерхова без підвалу з двоповерхової центральної частини і бічними ризалітами.
За проектом обидва фасади основного поверху мають лише дверні отвори загальна їх кількість - 76 і не мають вікон. Центральна частина основного поверху - великий вестибюль зі сходами нагору і невеликим поштовим відділенням. Східне крило займають телеграфне відділення, кабінети начальника вокзалу і його заступника, далі - приміщення пасажирів третього класу, зал очікування, буфет, жіноча кімната. У першому поверсі східного ризаліту розміщені: бюро реєстрації, службові приміщення поштової контори і кілька резервних приміщень.
Західне крило першого поверху зайнято приміщеннями пасажирів першого і другого класу: зал очікування, їдальня і буфет, дамський салон, відхожі місця. Перший поверх західного ризаліту віддавався для розміщення «високопоставлених» пасажирів. Недарма тільки там передбачалося опалення - каміни в трьох кімнатах. Решта приміщень вокзалу опалювати не передбачалася.
- У 1859-1862 роках побудовано Паровозне депо.
- 9 вересня 1863 року відкрито пасажирську будівлю (вокзал).
- 1863 році - Влаштовані особливі майстерні для лагодження паровозів (роботи розпочаті в 1862 р ). Влаштовано водопостачання; перекладені станційні колії, для зважування вагонів влаштований поміст. У Пскові влаштований розплідник для розведення саджанців різних рослин для розсадження «по сторонам дороги живоплотів замість Жердєва».
- У 1889 році відкрито рух по Псково-Ризької залізниці
- У 1897 році відкрита Бологе-Псковська залізниця, побудована Товариством Рибінськ-Бологовской залізниці (перетворено в О-во Московсько-Віндаво-Рибінській залізниці )
- В обхід станції від Пскова-Товарного до берізок прокладена Морозівська гілка.
- Псков - Гдов - Нарва (1915-1916 рр .; протяжністю 183 версти).
- Псков - Берізки - Ідріци - Полоцьк (1916-1917 рр .; 296 верст),
- 2 (15) березня 1917 року останній російський імператор Микола II в царському поїзді, затриманому на станції Псков, підписав маніфест про зречення від престолу.
- З січня 1907 року станція в складі Північно-Західних залізниць
- З 1929 року - Жовтневої залізниці.
- У 1940-1953 роках станція Ленінградської залізниці
- У 1946 році утворено Псковське відділення Ленінградської (з 1953 року - знову Жовтневої) залізниці (скасовано з 1 липня 1996 року).

## Рух поїздів
З серпня 2014 року скасували приміський потяг №6803 / 6804 Псков - Скангалі/Печори.
З 4 серпня 2018 року запущена щоденна "Ластівка ЕС2ГП" на Санкт-Петербург під № 809/810.
З 24 серпня того ж року запущена ще одна щоденна пара за № 811/812.
З 22 лютого 2019 року запущена щоденна "Ластівка ЕС1П" сполученням № 819/820 Псков - Петрозаводськ і ці ЕС1П йдуть в загальному обороті з поїздами на Санкт-Петербург.
З 1 березня 2019 року запущена ще одна щоденна пара під № 813/814 на Санкт-Петербург
З 27 червня по 1 липня 2019 року (Ганзейські дні) був запущений щоденний безпересадковий поїзд "Ластівка ЕС1П" № 927/928 сполученням Псков - Печори
З 3 серпня 2019 року були запущені дві пари поїзда (продовжений) № 809/812/813/814 Санкт-Петербург - Печори (809/814 сб/нд, 812/813 пт-нд)
З 2 листопада 2019 року запустили щоденні рейси № 815/816 Санкт-Петербург - Псков
З 29 лютого по 1 грудня 2020 року повернули приміський поїзд №6803 / 6804 Псков - Скангалі по п'ятницях і суботах, але графік був незручний, поїзд був нерентабельний і його скасували.
З 17 липня 2020 року запустили РА2 на новий маршрут № 6721/6722/6723/6724 Псков - Великі Луки і РА2 вперше з'явилася у Пскові.
З 29 липня 2020 року запустили вагони безпересадкового сполучення Євпаторія - Псков і прибутку 31 липня 2020 року в місце назаченіе. Поїзд зі станції Чудово до Пскова їде за № 489/490, назад в Крим вирушили 2 серпня .
З 18 по 31 жовтня 2020 року поїзд № 664/663 на Москву-Ризьку змінив номер на № 264/263 і маршрут через Ржев-Білоруський, замість Балтійського вокзалу і Волоколамськ, кінцева - Ленінградський вокзал . Ще до всьому час у дорозі займе на годину більше.
У новому графіку 2020 - 2021 років поїзд № 664/663 змінив номер на № 064/063 і курсує таким же розкладом .
З 1 березня 2021 року поїзд № 64/63 сповільнився на 2 години.

## Будівля
Будівля пасажирського вокзалу відокремлює і в той же час з'єднує собою залізничну колію з прилеглою площею. Планування і компоновка обсягів будівництва повністю підпорядкована вимогам і характеру її призначення. Об'ємно-просторова композиція побудована за принципом класицистичної традиції із симетричною тричастинною розбивкою обсягів і виділенням центру, що дозволило уникнути враження монотонності сильно натягнутого уздовж шляхів невисокої, в основному одноповерхової, будівлі.
Середня частина у вигляді виступаючого ризаліту з мезоніном є центральним ядром всієї композиції, а також відзначена і функціонально: саме тут розташований головний вхід в вокзал. По обидва боки від нього тягнуться одноповерхові крила, зайняті приміщеннями для пасажирів. Крила завершують сильно виступаючі в сторону площі два ризаліти, які обмежують і врівноважують собою об'ємну композицію, а також утворюють невелике по відношенню до загальної довжини в плані каре. Таким чином, будівля вокзалу має три поперечних осі: по центральній частині і по бічних ризалітами, обсяги яких не тільки висунуті в плані щодо лінії основних крил, але і мають висотні підвищення у вигляді мезонінів. Причому досить велика висота бічних ризалітів і центру дозволила розбити бічні обсяги на три поверхи.
Фасад, що виходить на залізничні колії простіший за своєму композиційному рішенню: витягнутий уздовж всього перону, лише по вертикалі стрічку стін доповнюють центральний і бічні мезоніни.
Декоративне оформлення вокзалу вирішено в дусі стилізації попередніх стилів, в основному, класицизму. Основний ритм фасадів створюють віконні прорізи основного поверху однакової форми з циркульним завершенням, розставлені на однаковій відстані одна від одної по всьому периметру будівлі і розділені між собою пілястрами. Прорізи обрамляють профільні штукатурні наличники, пов'язані між собою в нижніх частинах в єдину зигзагоподібну лінію. Вікна мезонінів менші за розмірами і більш простої форми - з лучковими перемичками, також декоровані лиштвами і розділені пілястрами. Замкові камені отворів виділені об'ємними волютами. Вертикальні членування фасадів об'єднує горизонтально увінчує карниз складної форми зверху і єдина смуга фундаменту знизу, які разом утворюють додаткове рамкову обрамлення прорізів. Центральний вхід в будівлю оформлений фігурним металевим козирком, підтримуваним литими чавунними стовпчиками.

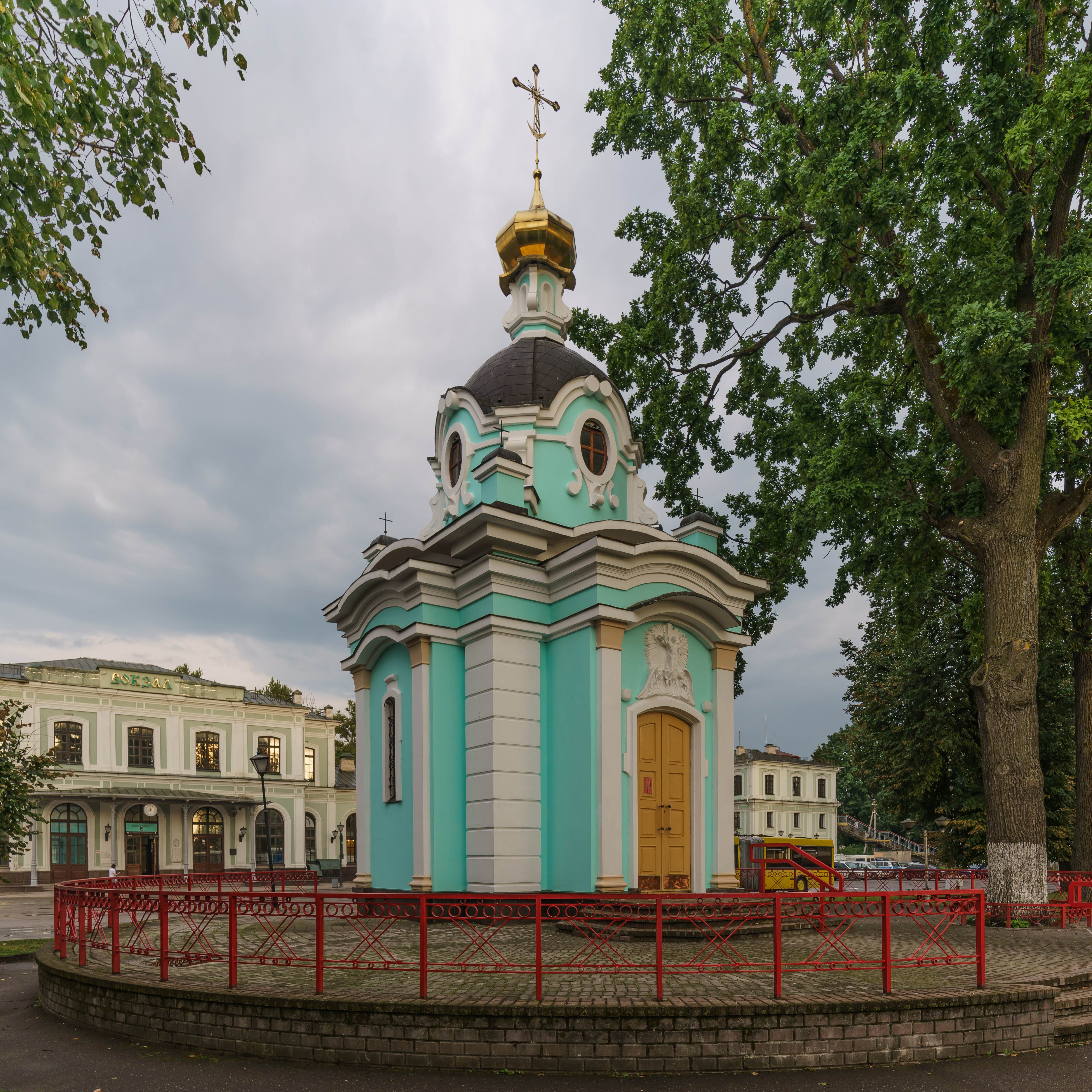
«Царська» каплиця в пам'ять зречення Миколи II від престолу на Привокзальній площі
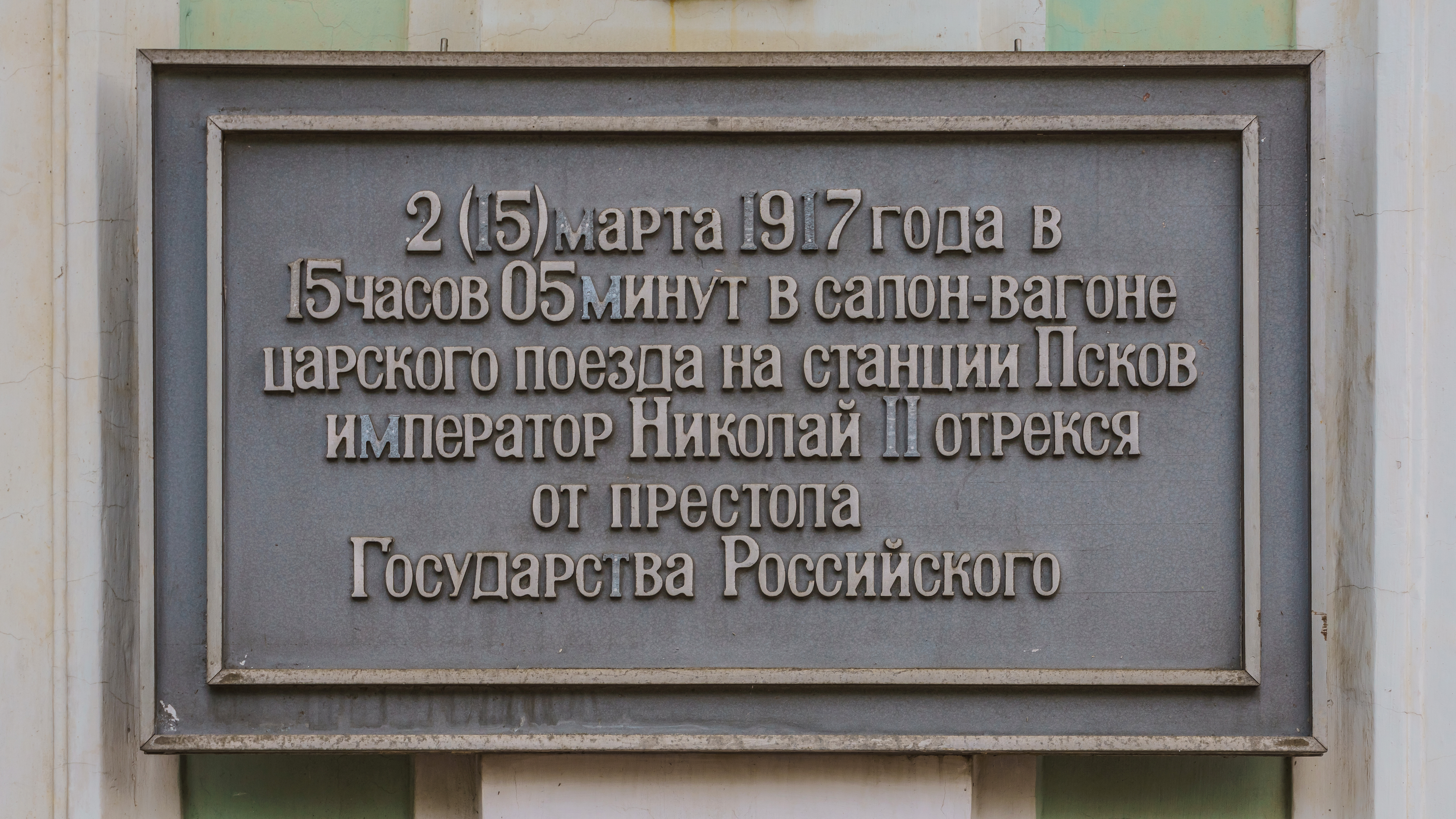
Меморіальна дошка на фасаді вокзалу в пам'ять зречення Миколи II
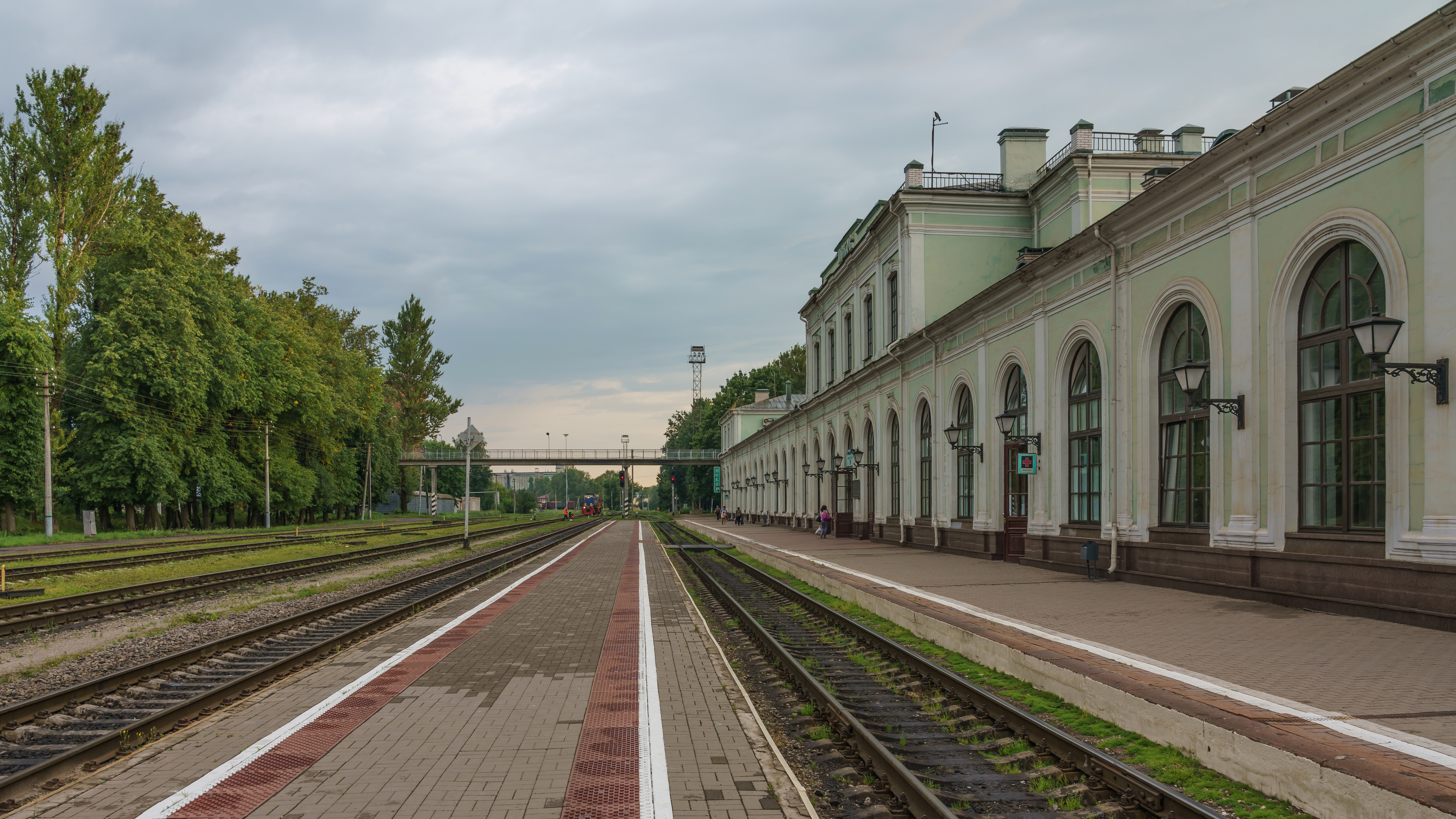
Вид вокзалу з боку платформ, на задньому плані - пішохідний шляхопровід
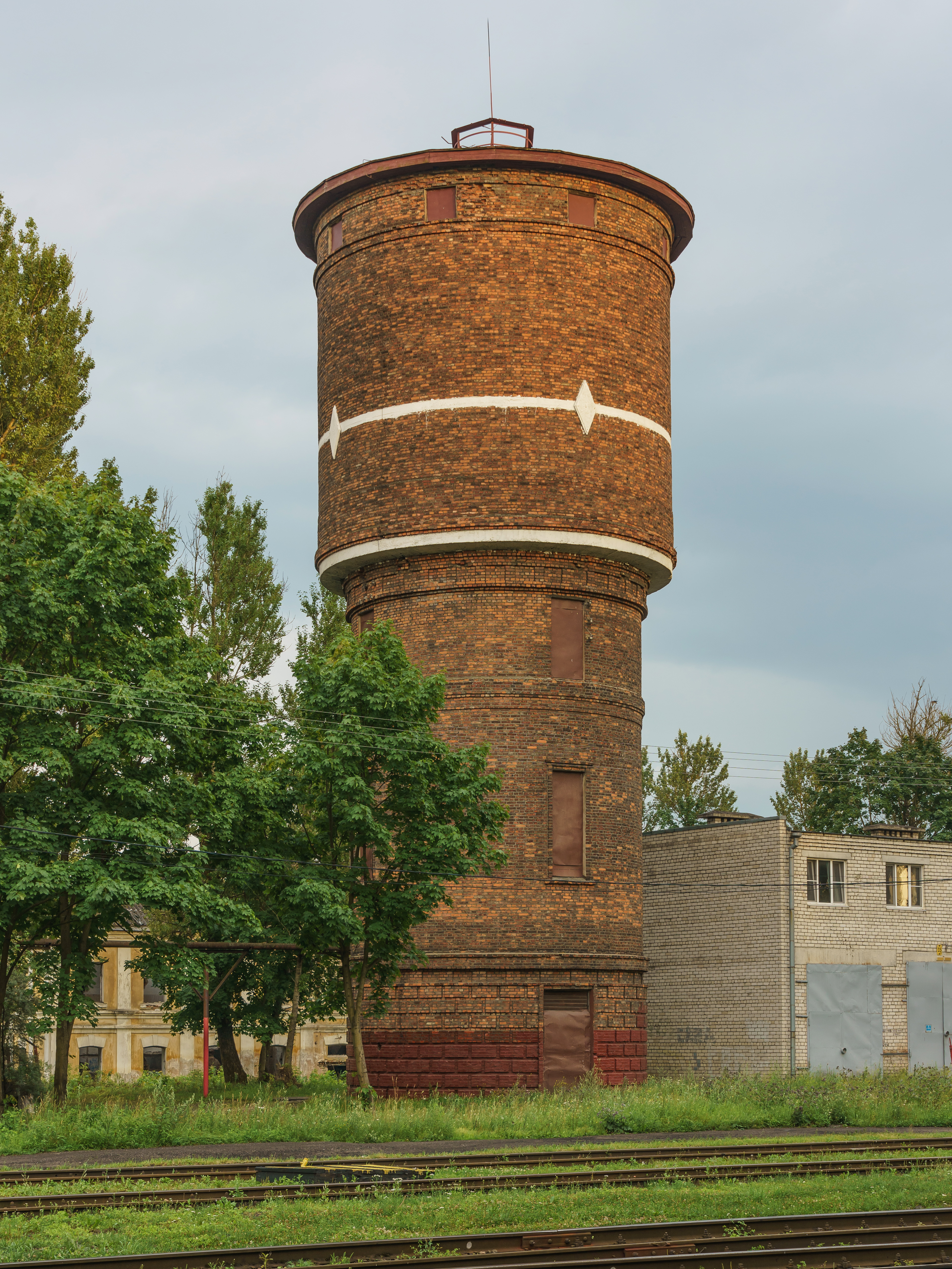
водонапірна вежа
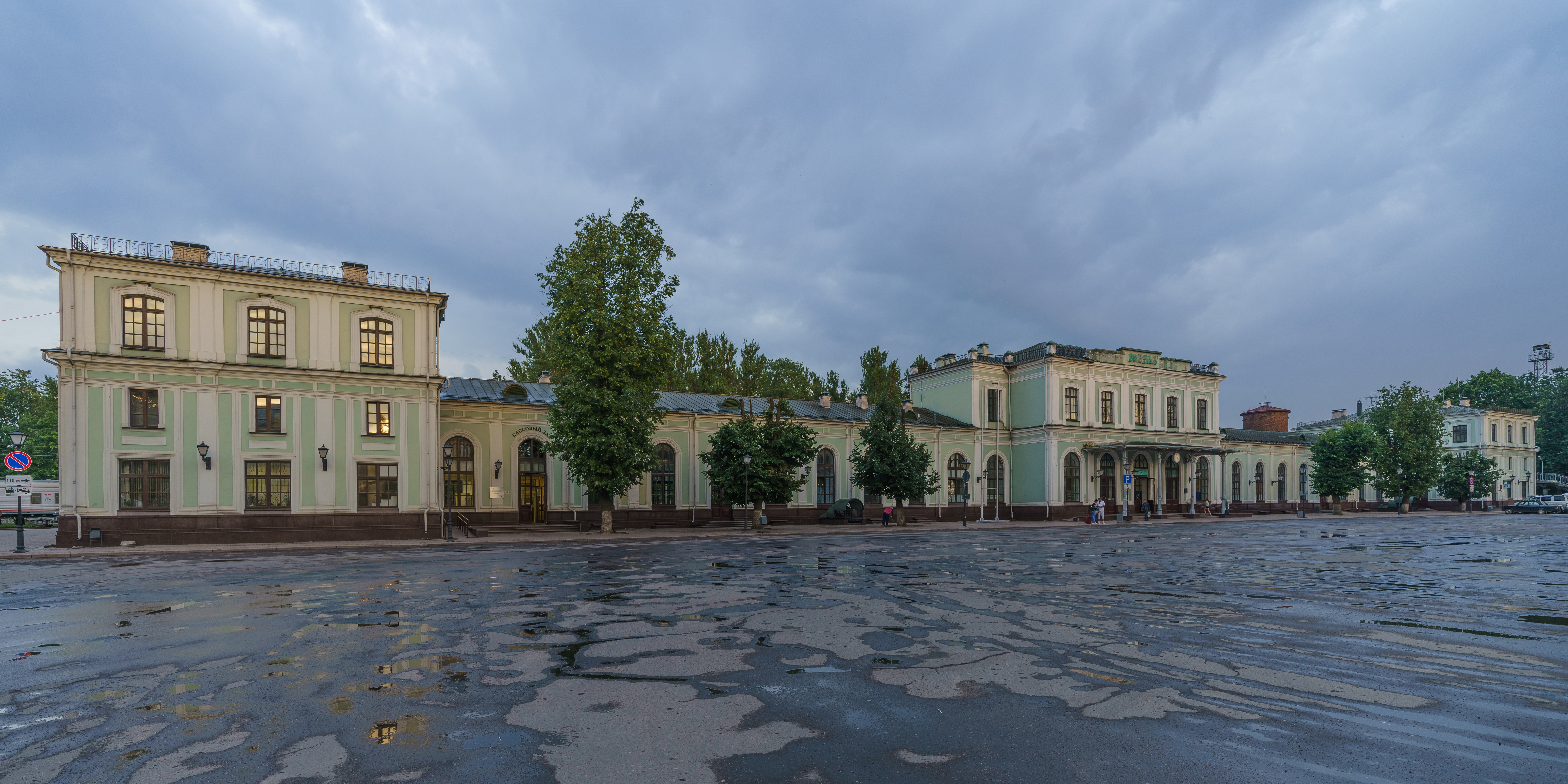
Загальний вигляд вокзалу з площі
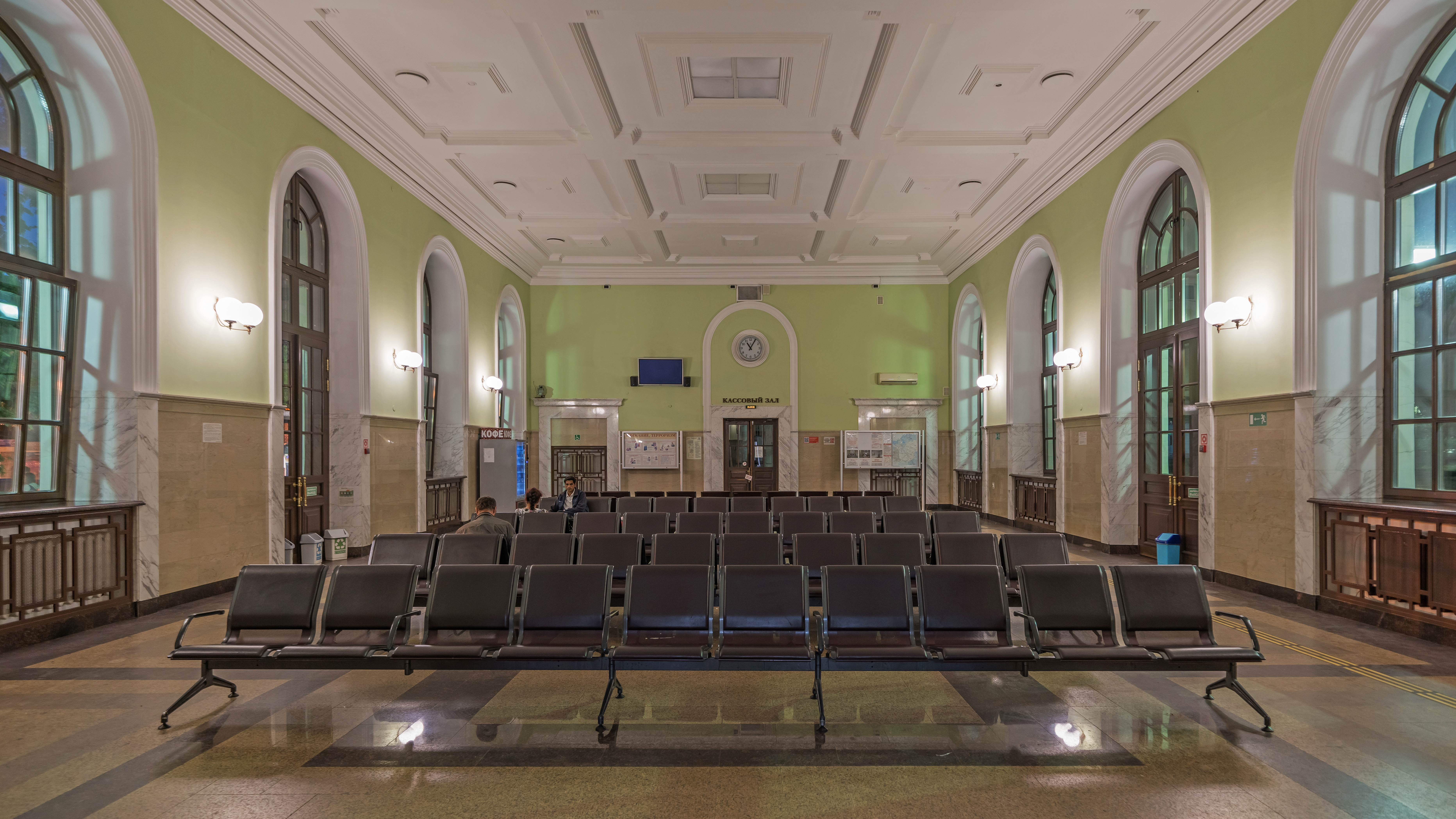
інтер'єр вокзалу
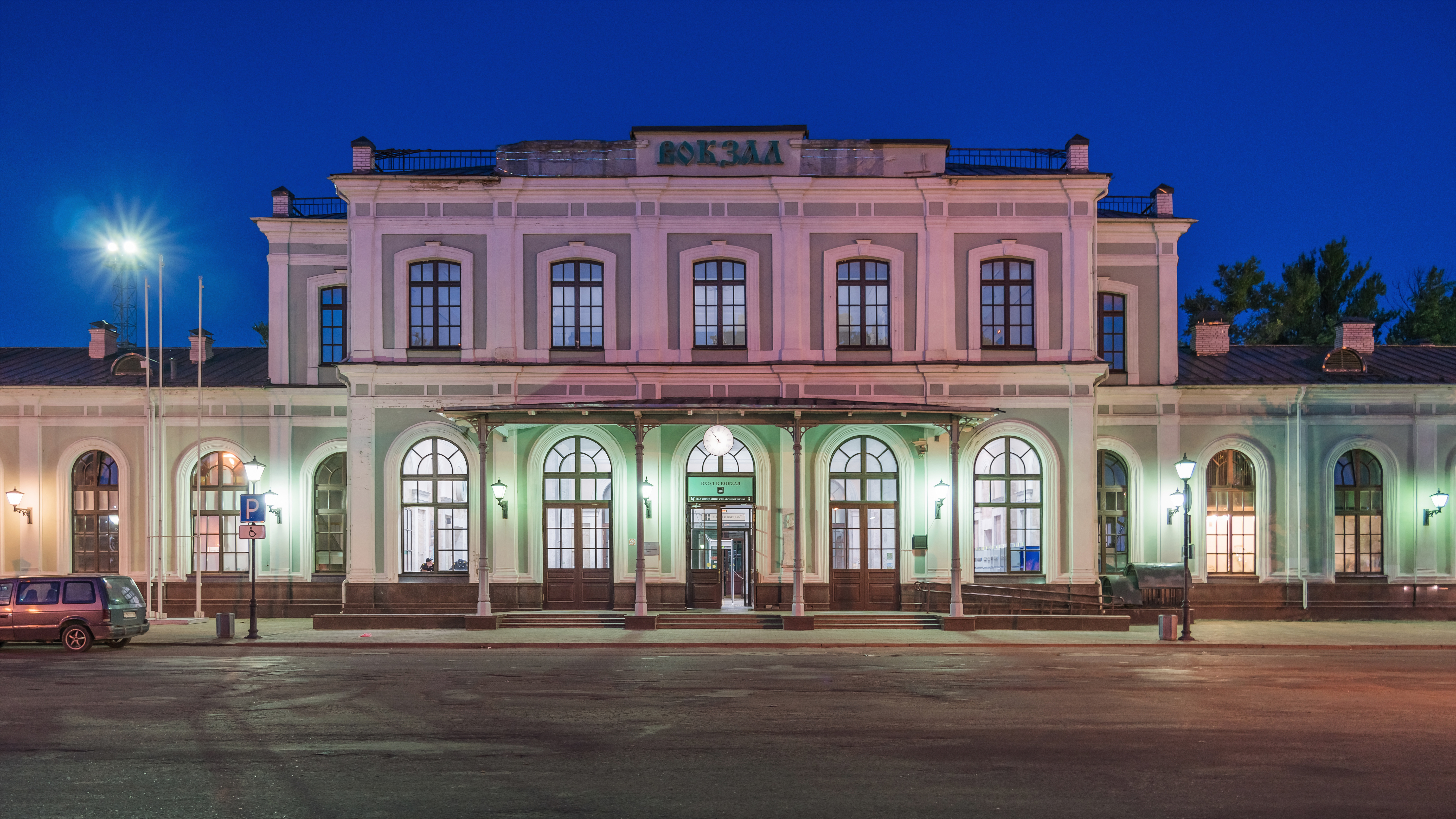
Вокзал Псков-Пасажирський вночі

## Сучасний стан
На станції знаходяться:
- Локомотивне депо Псков (ТЧ-18).
- Вагонне депо Псков (ВЧД-12).
- Дистанція служби колії (ПЧ-26)

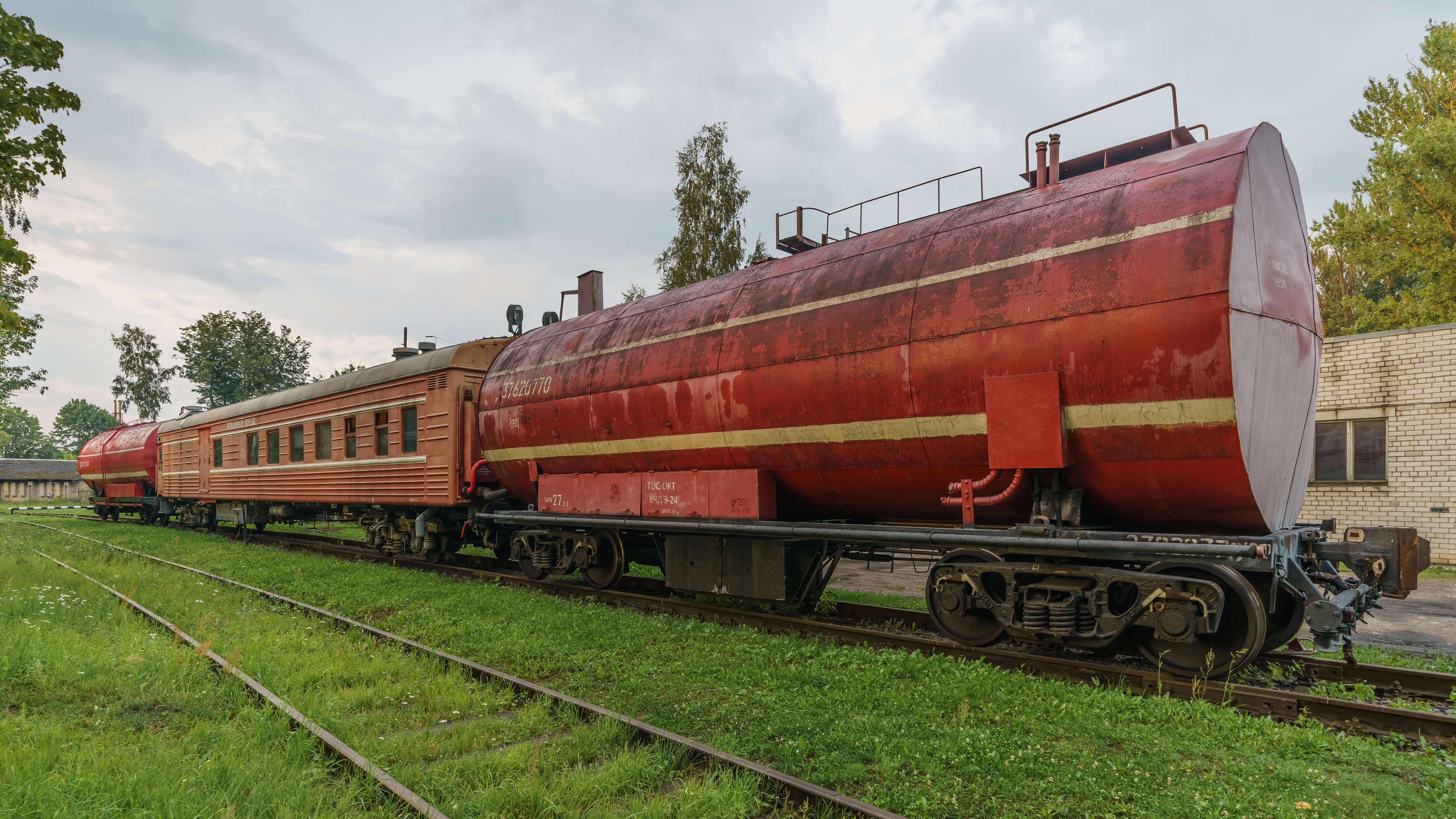
Пожежний поїзд на одному з станційних колій

- Дистанція електропостачання (ЕЧ-6)
- Шляхопровід Крестовського шосе над непарною горловиною.
- Пішохідний перехідний міст в парному горловині.

## Пасажирське сполучення

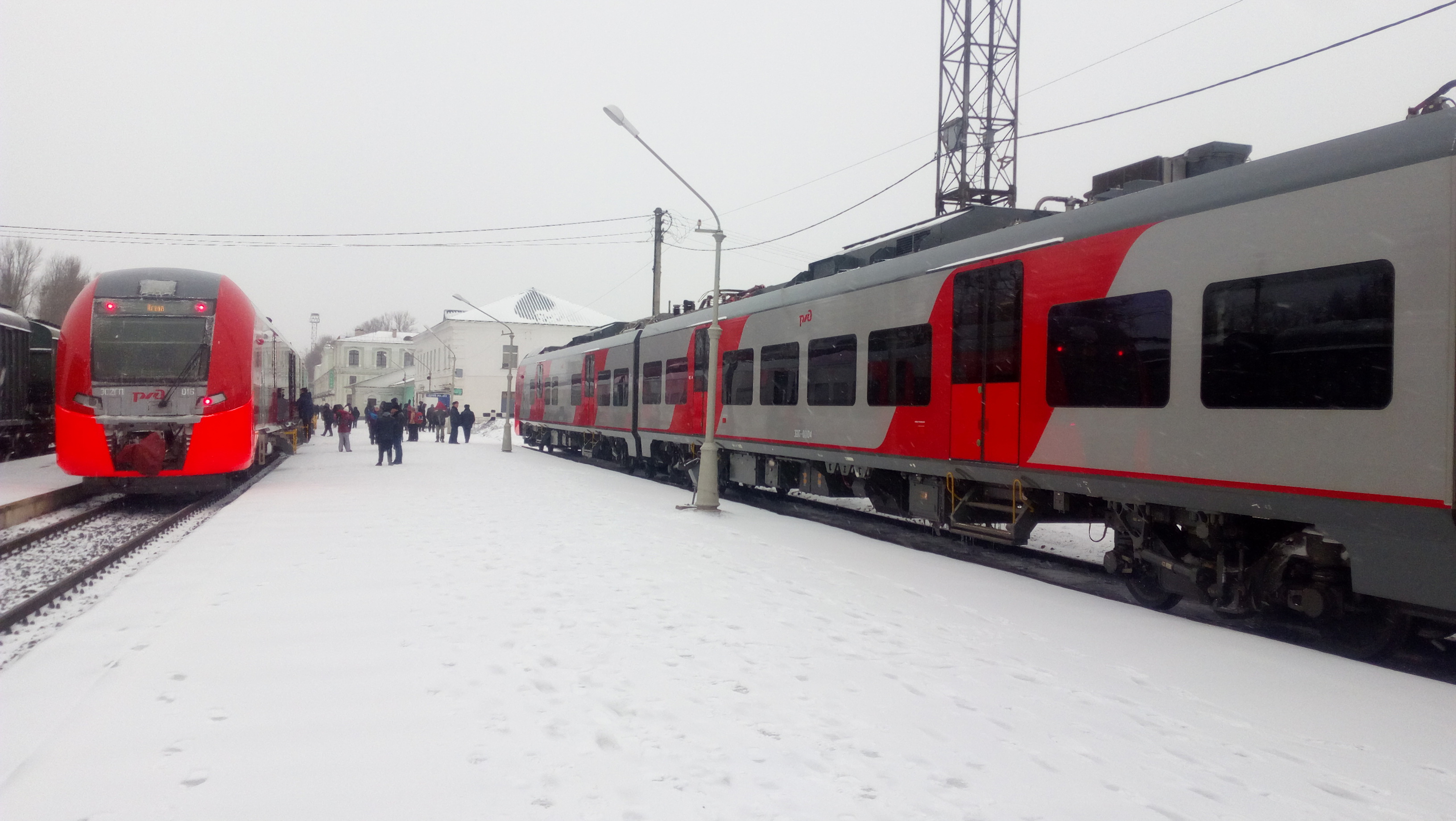
Електропоїзди « Ластівка » сполученням Санкт-Петербург - Псков (зліва) і Псков - Петрозаводськ (праворуч)

- Розклад поїздів на Яндекс.Розклади
- Схема Дновского напрямки на Яндекс.Розклади
- Схема Лужского напрямки на Яндекс.Розклади
- Схема Печорського напрямку на Яндекс.Розклади
- Схема Питалівський напрямки на Яндекс.Розклади

### Поїзди далекого слідування
| Цілорічний рух поїздів | Цілорічний рух поїздів                    | Цілорічний рух поїздів | Цілорічний рух поїздів                    | Цілорічний рух поїздів |
| № поїзда               | маршрут руху                              | № поїзда               | маршрут руху                              | обслуговування         |
| ---------------------- | ----------------------------------------- | ---------------------- | ----------------------------------------- | ---------------------- |
| 9 «Псков»              | Москва - Псков (з ВБС ) Мурманськ - Псков | 10 «Псков»             | Псков - Москва (з ВБС Псков - Мурманськ ) | ФПК + ТКС              |
| 63                     | Москва - Псков                            | 64                     | Псков - Москва                            | ФПК                    |
| 809 «Ластівка»         | Санкт-Петербург - Псков - Печори          | 810 «Ластівка»         | Псков - Санкт-Петербург                   | ДОСС                   |
| 811 «Ластівка»         | Санкт-Петербург - Псков                   | 812 «Ластівка»         | Печори - Псков - Санкт-Петербург          | ДОСС                   |
| 813 «Ластівка»         | Санкт-Петербург - Псков - Печори          | 814 «Ластівка»         | Печори - Псков - Санкт-Петербург          | ДОСС                   |
| 815 «Ластівка»         | Санкт-Петербург - Псков                   | 816 «Ластівка»         | Псков - Санкт-Петербург                   | ДОСС                   |
| 820 «Ластівка»         | Петрозаводськ - Псков                     | 819 «Ластівка»         | Псков - Петрозаводськ                     | ДОСС                   |

| Сезонний рух поїздів | Сезонний рух поїздів | Сезонний рух поїздів | Сезонний рух поїздів | Сезонний рух поїздів |
| № поїзда             | маршрут руху         | № поїзда             | маршрут руху         | обслуговування       |
| -------------------- | -------------------- | -------------------- | -------------------- | -------------------- |
| 489 «Таврія»         | Євпаторія - Псков    | 490 «Таврія»         | Псков - Євпаторія    | ГСЕ                  |

## Приміське сполучення

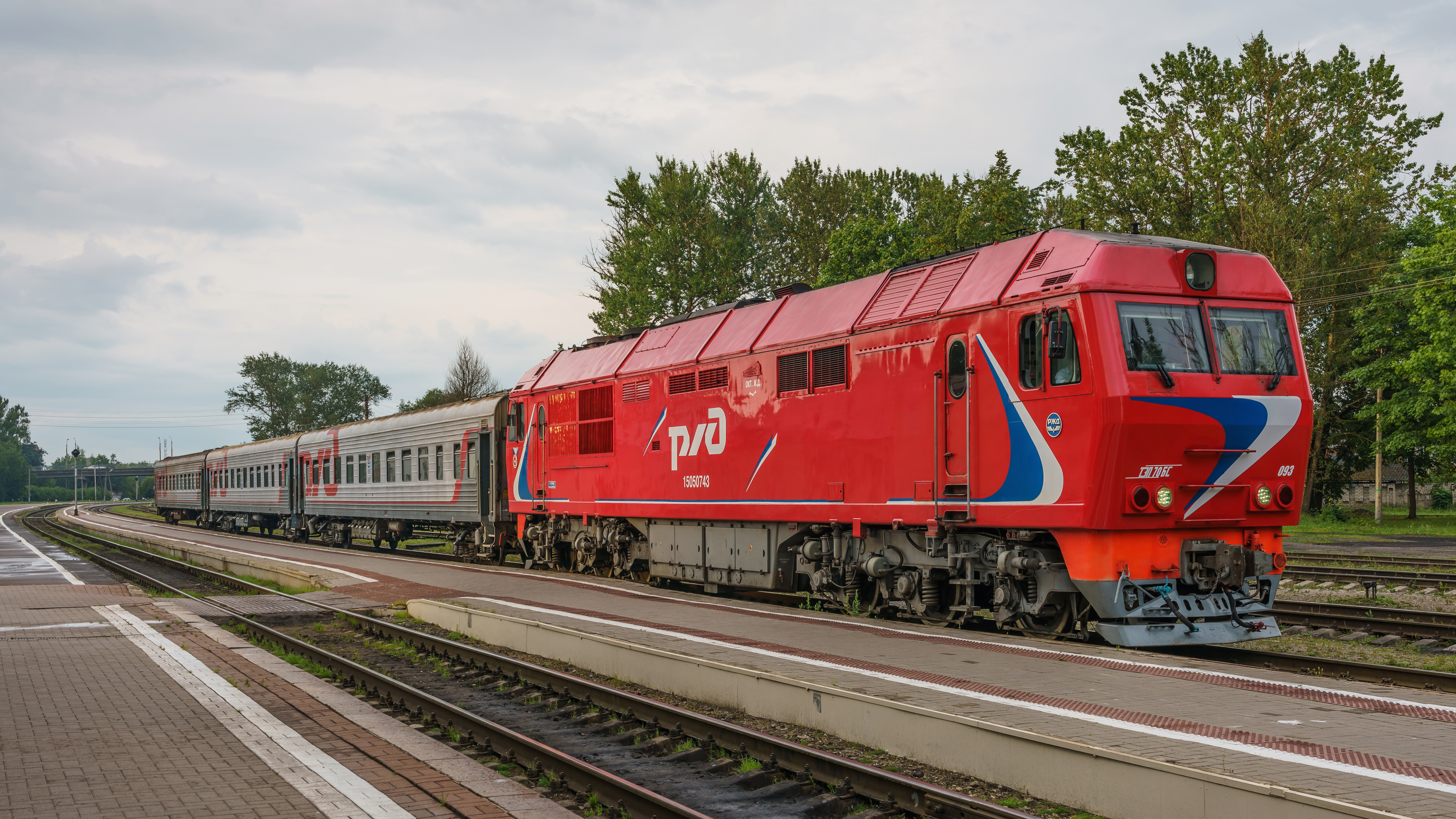
Тепловоз ТЕП70БС-093 прибув з приміським поїздом Дно-Псков

Станом на 2020 рік вокзал обслуговує наступні напрямки:
- Псков - Порхов - Дно
- Псков - Струги Червоні - Плюсса - Луга
- Псков - Дно - Великі Луки

## Привокзальна площа
- 17 липня 2003 р посередині площі освячено каплицю в ім'я Воскресіння Христового («Царська») в пам'ять зречення від престолу імператора Миколи II
- Залізничний музей (Вокзальна вул., Д. 38). [8]

## Громадський транспорт
Вокзал є кінцевою зупинкою для:
- Автобусів : № 1, 2, 8, 8а, 9, 11, 12, 16, 17, 23, 116
- Маршрутних таксі : № 2т;

Проміжною зупинкою для:
- Автобусів : № 6, 14;
- Маршрутних таксі : № 14т, 306;

Також в 5 хвилинах ходьби знаходиться Псковський автовокзал, з якого можна відправитися в будь-яке місто Псковської області . Є автобусне сполучення з великими містами інших регіонів Росії і зарубіжних країн: Москва, Санкт-Петербург, Великий Новгород, Смоленськ, Курськ, Мінськ, Вітебськ, Новополоцьк, Пінськ, Рига, Таллінн, Київ і Одеса.

## Архівні джерела
- РГИА, ф. 219, оп. 1/4, д. 6466. «Об открытии движения по жел. дороге между Лугою и Псковом». 1858—1862 гг.
- РГИА, ф. 219, оп. 4, д. 6479. «О сооружении станции в городе Пскове». 1859—1864 гг.
- РГИА, ф. 219, оп. 1/4, д. 6508. «Об открытии готового участка Варшавской ж. д. от Пскова до Острова и временном свидетельстве до Динабурга». 1859—1862 гг.
- РГИА, ф. 446, оп. 26, д. 17. Доклад № 71. 6 августа 1870 г. «О столкновении поездов на Псковской станции Варшавской ж. д.»
- РГИА, ф. 265, оп. 2, дд. 540—541. «Об устройстве мастерских, паровозных и вагонных сараев Псково-Рижской ж. д.» 1886—1892 гг.
- РГИА, ф. 258, оп. 4/2, д. 3033. «О подходе путей Псково-Рижской ж. д. к путям Варшавской ж. д. на ст. Псков».
- РГИА, ф. 446, оп. 31, д. 20. «О переименовании Петербургско-Варшавской, Балтийской и Псково-Рижской ж. д. в Северо-Западные ж. д.» Доклад № 145. 14 июля 1906 г.